# Altarello
Altarello is een plaats (frazione) in de Italiaanse gemeente Giarre.